# Riapoussovski Pogost
Riapoussovski Pogost (en russe : Ряпусовский Погост) est un hameau russe situé dans le raïon de Plessetsk dans l'ouest de l'oblast d'Arkhangelsk. Il fait partie du Nord russe, au sein du parc national de Kenozero, et le village est inhabité depuis au moins 2002.   

## Géographie

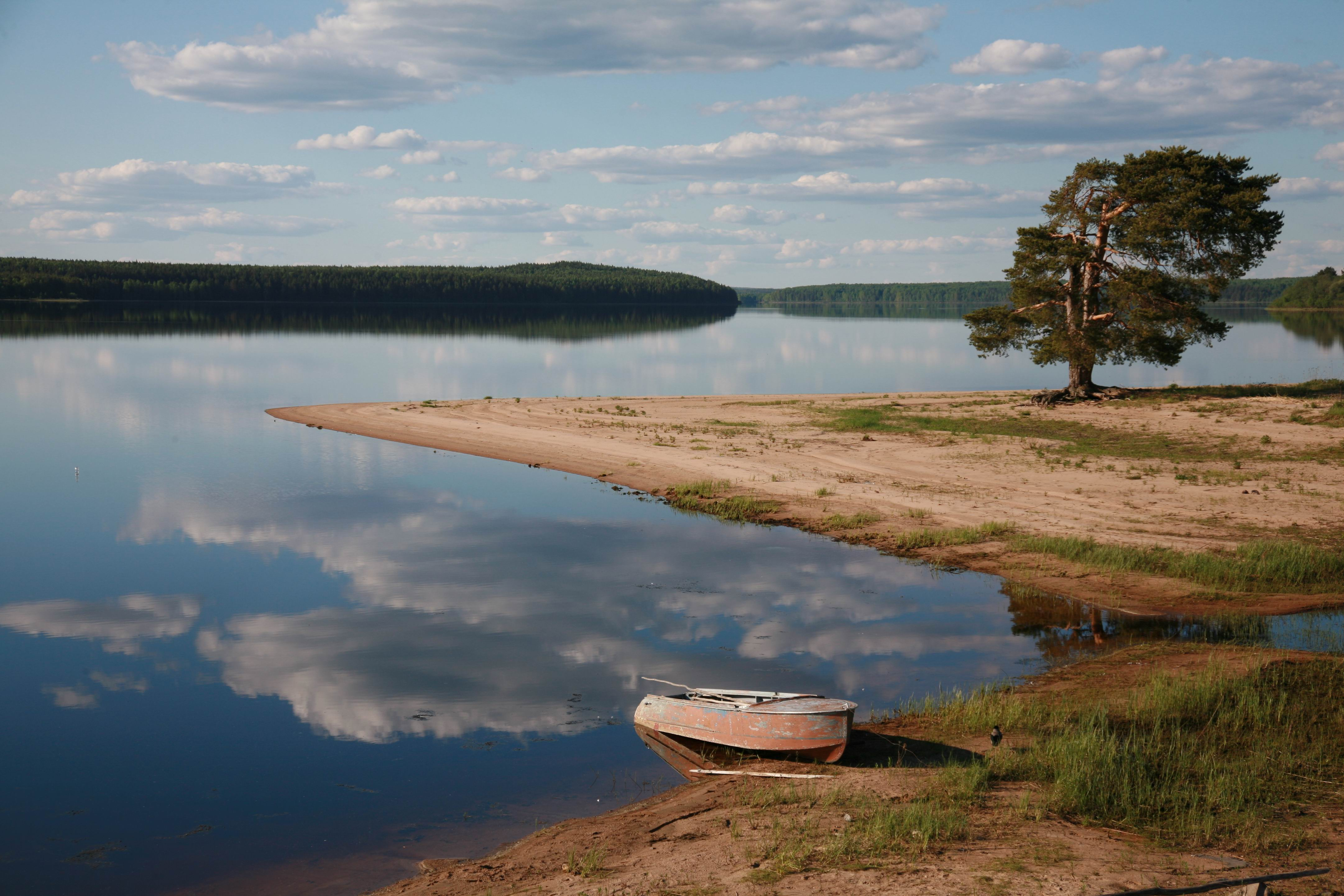
Rive sur le lac;

Riapoussovski Pogost est située dans l'ouest de l'oblast d'Arkhangelsk, un sujet de Russie européenne qui fait partie du district fédéral du Nord-Ouest. La localité se trouve dans le sud du raïon de Plessetsk, un des raïons de l'oblast. Le hameau se trouve à environ 130 kilomètres au sud-ouest du centre administratif du raïon, la commune urbaine de Plessetsk.
Le hameau se situe sur une rive du sud-est du lac Kenozero, dans la région naturelle du Kenozerié, région entièrement comprise dans le parc national de Kenozero qui a été créé en 1991.
De 2004 jusqu'à la suppression des municipalités du raïon en 2021, le hameau faisait partie de la municipalité du Kenozero,.
Riapoussovski Pogost, comme tout l'oblast d'Arkhangelsk, est située dans le fuseau horaire MSK (heure de Moscou). Le décalage horaire appliqué par rapport au temps universel coordonné est +03:00.

## Démographie
Recensements (*) ou estimations de la population,,:
| 2002* | 2010* | 2012 | - |
| ----- | ----- | ---- | - |
| 0     | 0     | 0    | - |

## Culture locale et patrimoine
L'église au nom de la Présentation du Seigneur, construite en 1880, se situe dans le village.